# Gunnar Larsson (esquiador de fons)
|  | Per a altres significats, vegeu «Gunnar Larsson». |

Gunnar Larsson   (Järna, 1 de juliol de 1944) és un esquiador de fons suec, ja retirat, que va competir durant les dècades de 1960 i 1970.
El 1968 va prendre part en els Jocs Olímpics d'Hivern de Grenoble, on va disputar les quatre proves del programa d'esquí de fons. Guanyà la medalla de plata en la cursa dels 4x10 quilòmetres, formant equip amb Jan Halvarsson, Bjarne Andersson i Assar Rönnlund, i la de bronze en els 15 quilòmetres. Quatre anys més tard, als Jocs de Sapporo, tornà a disputar les quatre proves del programa d'esquí de fons. Destaquen dues quartes posicions en les curses dels 30 quilòmetres i 4x10 quilòmetres.
A nivell nacional va guanyar el campionat suec dels 30 quilòmetres el 1969 i el dels 15 quilòmetres el 1971. És el pare del també esquiador de fons i medallista olímpic Mats Larsson.